# Луна (богиня)

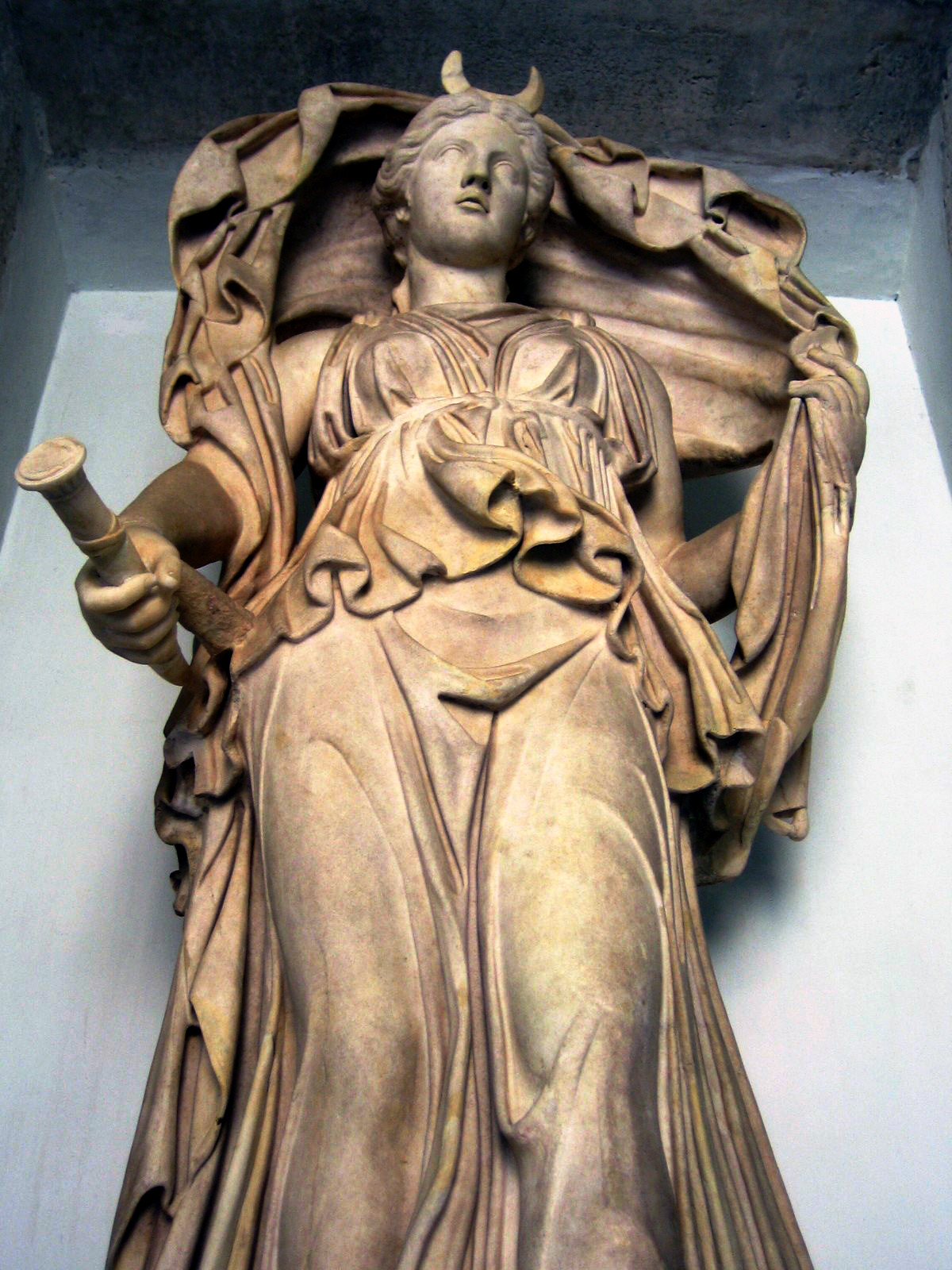
Луна

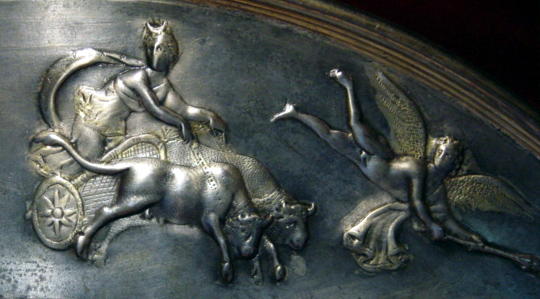
Изображение богини Луны на серебряном обрядовом блюде из Парабьяго (Parabiago plate); экспонат Миланского археологического музея (Civico museo archeologico di Milano)

Лу́на (лат. Luna) — в древнеримской мифологии богиня Луны.
Согласно ЭСБЕ, неясно, была ли Луна чисто латинским божеством или перешла к римлянам от другого народа. Ей не было посвящено ни празднеств, ни жреческих должностей; её имя не упоминается в древнем календаре. Часто замечаемое в римской религии сопоставление мужского и женского божества имело место и в данном случае. Луна почиталась совместно с солнцем, чьим богом был Сол.
Римский энциклопедист Варрон (116 — 27 года до н. э.) считал богиню Луну в числе 12 сельских божеств. Всего вероятнее, что под именем Луны подразумевалась богиня Диана (у греков Селена), культ которой перешёл к латинянам из Кампании.
Храм богини Луны находился на Авентине, возле храма Цереры, и, по преданию, был построен ещё при Сервии Туллии, шестом царе Древнего Рима, правившим в 578—535 гг. до н. э.